# Sarah Bernhardt
Sarah Bernhardt, nata Henriette Rosine Bernard (Parigi, 22 ottobre 1844 – Parigi, 26 marzo 1923), è stata una celebre attrice teatrale e cinematografica francese.
Soprannominata La voix d'or ("La voce d'oro") e La divina, Sarah Bernhardt è considerata una delle più grandi attrici teatrali del XIX secolo.

## Biografia

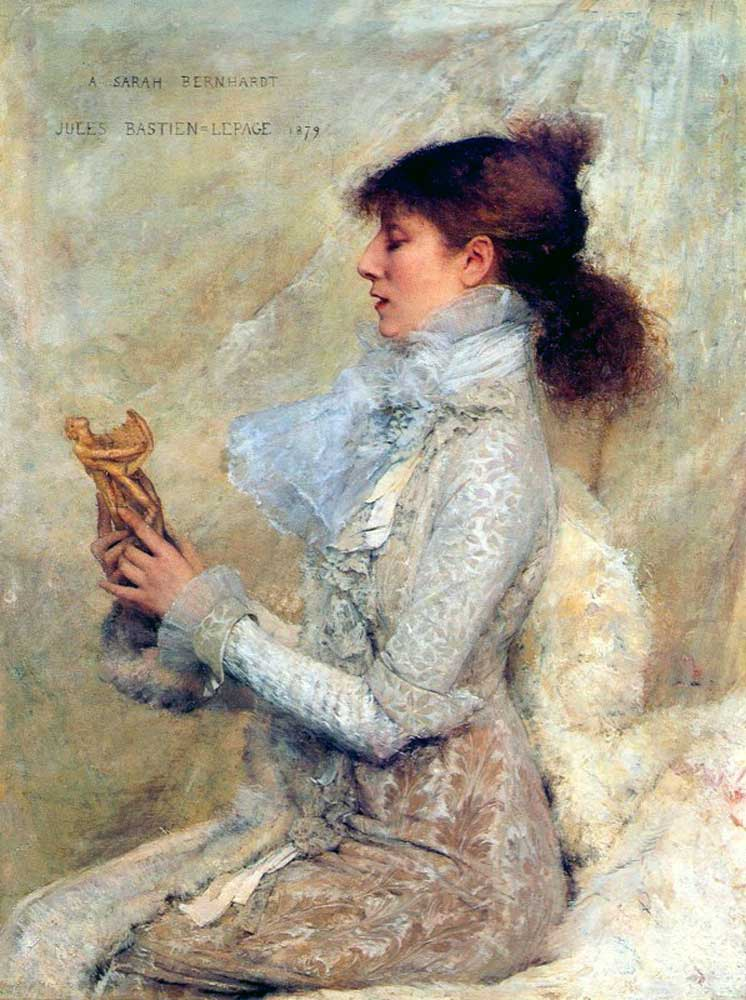
Sarah Bernhardt ritratta da Jules Bastien-Lepage nel 1879

Protetta dal Duca de Morny, fratellastro di Napoleone III e amante di sua zia e poi di sua madre, Sarah terminò gli studi al Conservatoire de Paris nel 1862 ed entrò nella Comédie-Française, che poi abbandonò nel 1866 per l'Odéon. Venne scoperta sulle scene di Le Passant di François Coppée nel 1869 e trionfò come Maria di Neuburg nel Ruy Blas di Victor Hugo nel 1872; tali interpretazioni la portarono a essere richiamata dalla Comédie Française dove interpretò Fedra nel 1874 e Hernani tre anni dopo.
Nel 1880, dopo aver schiaffeggiato un'attrice, si dimise con un certo scandalo dal «Français» e creò la propria compagnia teatrale, con la quale partì per l'estero facendo fortuna. A New York incontrò Thomas Edison e registrò su un cilindro sonoro un brano di Fedra. Rientrata in Francia, dal 1893 diresse il Théâtre de la Renaissance, e successivamente il Théâtre des Nations, dove interpretò La signora delle camelie. Allo scoppiare dell'Affare Dreyfus l'attrice diede il suo sostegno a Émile Zola.
Nel dicembre del 1894 chiese a Alfons Mucha di disegnare i suoi manifesti. I successivi sei anni di collaborazione portarono un secondo momento di splendore alla sua carriera che, verso la fine, la vide impegnata anche come attrice per il cinema muto. Il primo film in cui recitò fu Il duello di Amleto nel 1900. Ne girò otto, di cui due autobiografici. L'ultimo, Sarah Bernhardt a Belle Isle (1912) descrive la sua vita quotidiana. Nel 1914 le venne conferita la croce della Legion d'onore. L'amputazione di una gamba, per tubercolosi ossea, nel 1915, quando l'attrice aveva settant'anni, non le impedì di continuare a recitare da seduta. 

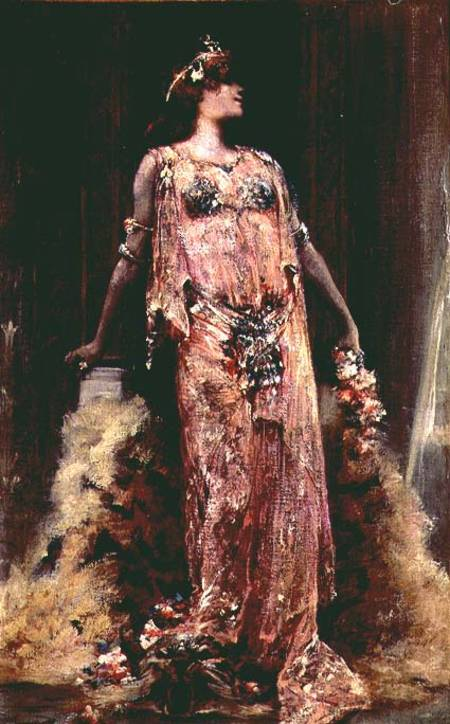
Sarah Bernhardt come Cleopatra

Sarah Bernhardt pubblicò diversi libri e opere teatrali; fu tra le figure principali che ispirarono il personaggio della Berma, la grande attrice descritta da Marcel Proust in Alla ricerca del tempo perduto. L'influenza fu così netta che nelle sue lettere lo scrittore francese chiamò spesso il personaggio col nome di "Haras", l'inverso di Sarah.
Morì a Parigi il 26 marzo 1923 per uremia, all'età di 78 anni e fu sepolta al cimitero di Père Lachaise. La sua tomba riporta solo il suo nome, senza altre iscrizioni.

## Vita privata
A vent'anni, da una relazione con un nobile belga, Charles-Joseph Eugène Henri Georges Lamoral de Ligne (1837-1914), figlio di Eugenio, VIII Principe di Ligne, ebbe il suo unico figlio, Maurice Bernhardt, che diventerà scrittore. Successivamente ebbe diversi amanti, tra cui artisti come Gustave Doré e Georges Clairin, e attori come Mounet-Sully e Lou Tellegen. Inoltre si pensa che sia stata l'amante di Victor Hugo (quando lei aveva 27 anni, mentre lo scrittore 70 anni) e del Principe di Galles. 
Nel 1882 si sposò a Londra con un collega di origini greche, Aristides Damala, più giovane di lei di undici anni, che era però dipendente dalla morfina, così la loro turbolenta convivenza durò pochissimo. Sarah restò comunque legalmente sua moglie sino alla morte del giovane attore, che avvenne nel 1889 all'età di 34 anni. Corteggiata da Ida Rubinštejn e Anna de Noailles, visse con la pittrice Louise Abbéma, che l'accompagnò in tournée, professando pubblicamente la propria bisessualità.
Possedeva molti animali esotici, in particolare un ghepardo e un alligatore.
L'attrice ebbe un intenso rapporto con Gabriele D'Annunzio. Nel libro Sarah Bernhardt e Gabriele D'Annunzio. Carteggio inedito 1896-1919 (2005) è raccolta parte del loro epistolario. Prima ancora di avviare il sodalizio con Eleonora Duse, l'intesa con la Bernhardt rappresentò per il poeta abruzzese la prova inaugurale della sua lunga avventura sulle scene: un'avventura che favorì il rinnovamento radicale dello spettacolo di prosa.

## Teatro

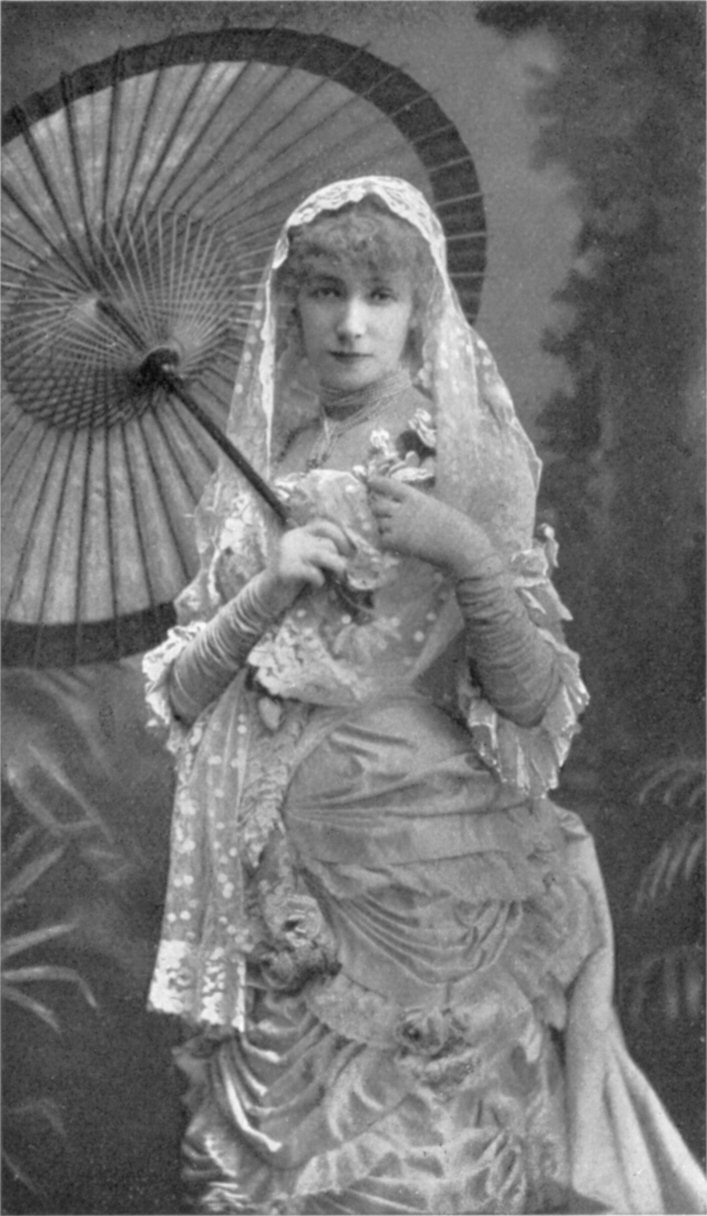
Sarah Bernhardt nel ruolo di Marguerite Gautier (La dame aux camélias).

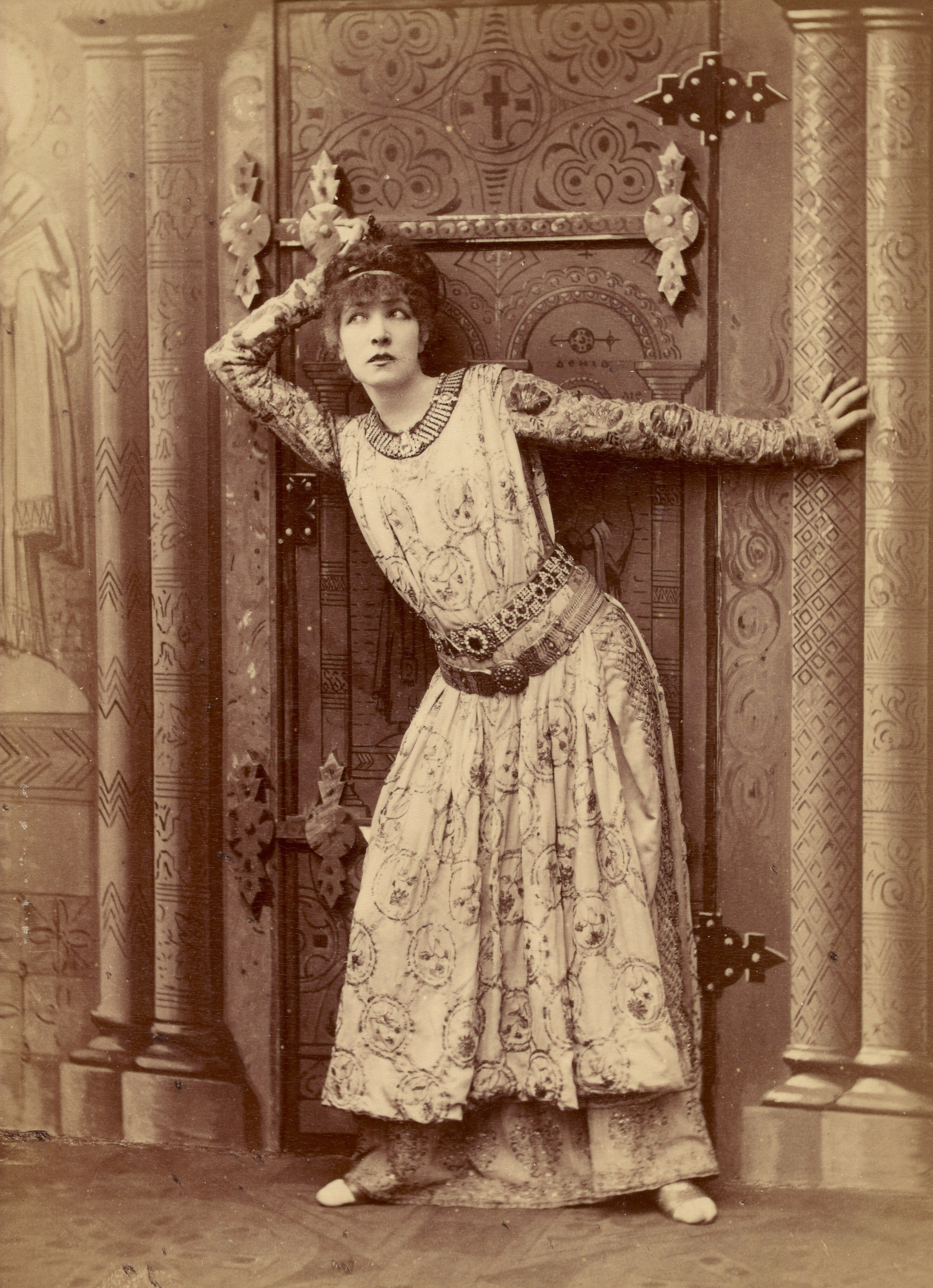
Sarah Bernhardt nel ruolo di Théodora nell'opera di Victorien Sardou (fotografata da Nadar nel 1882)

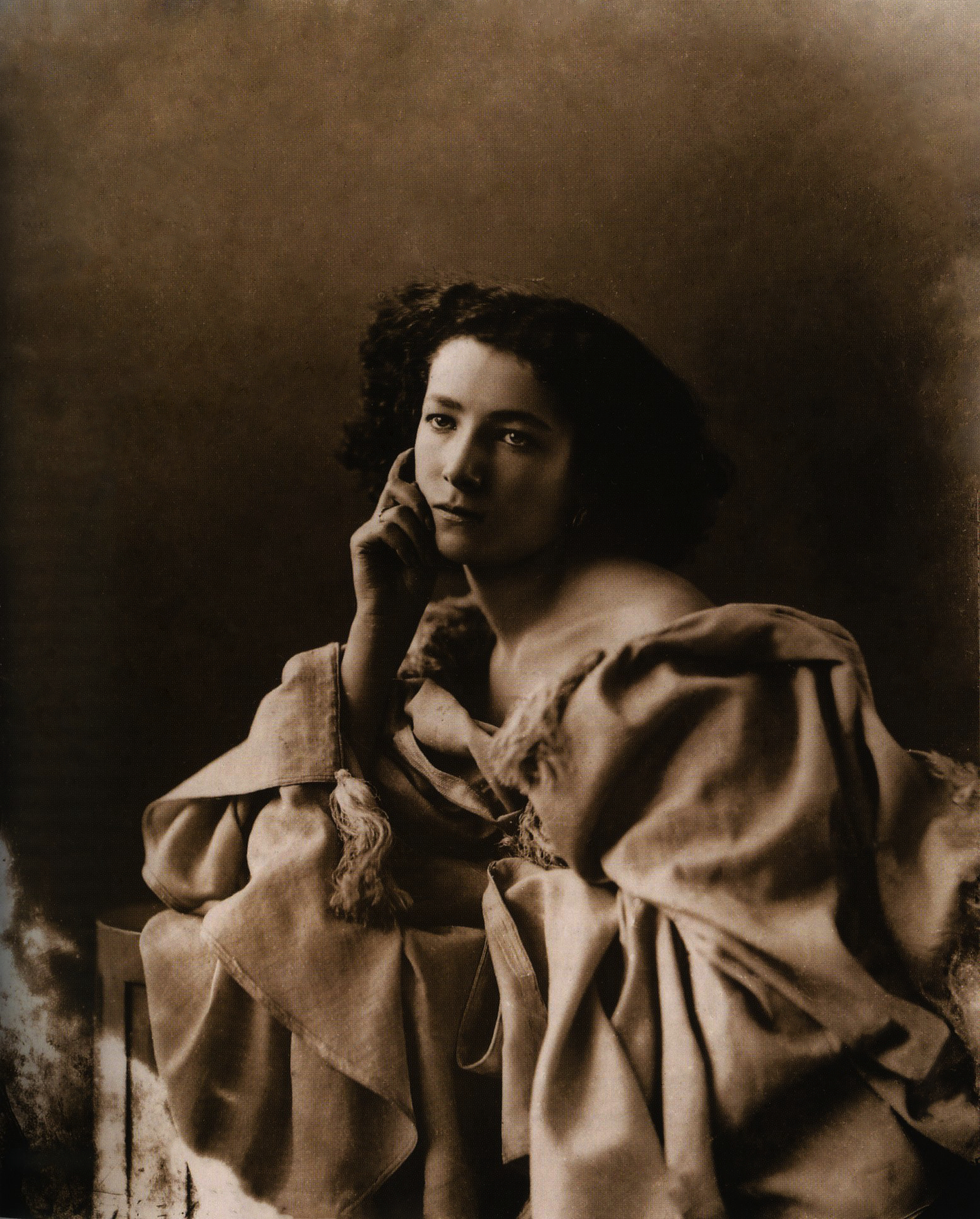
Sarah Bernhardt fotografata da Nadar.

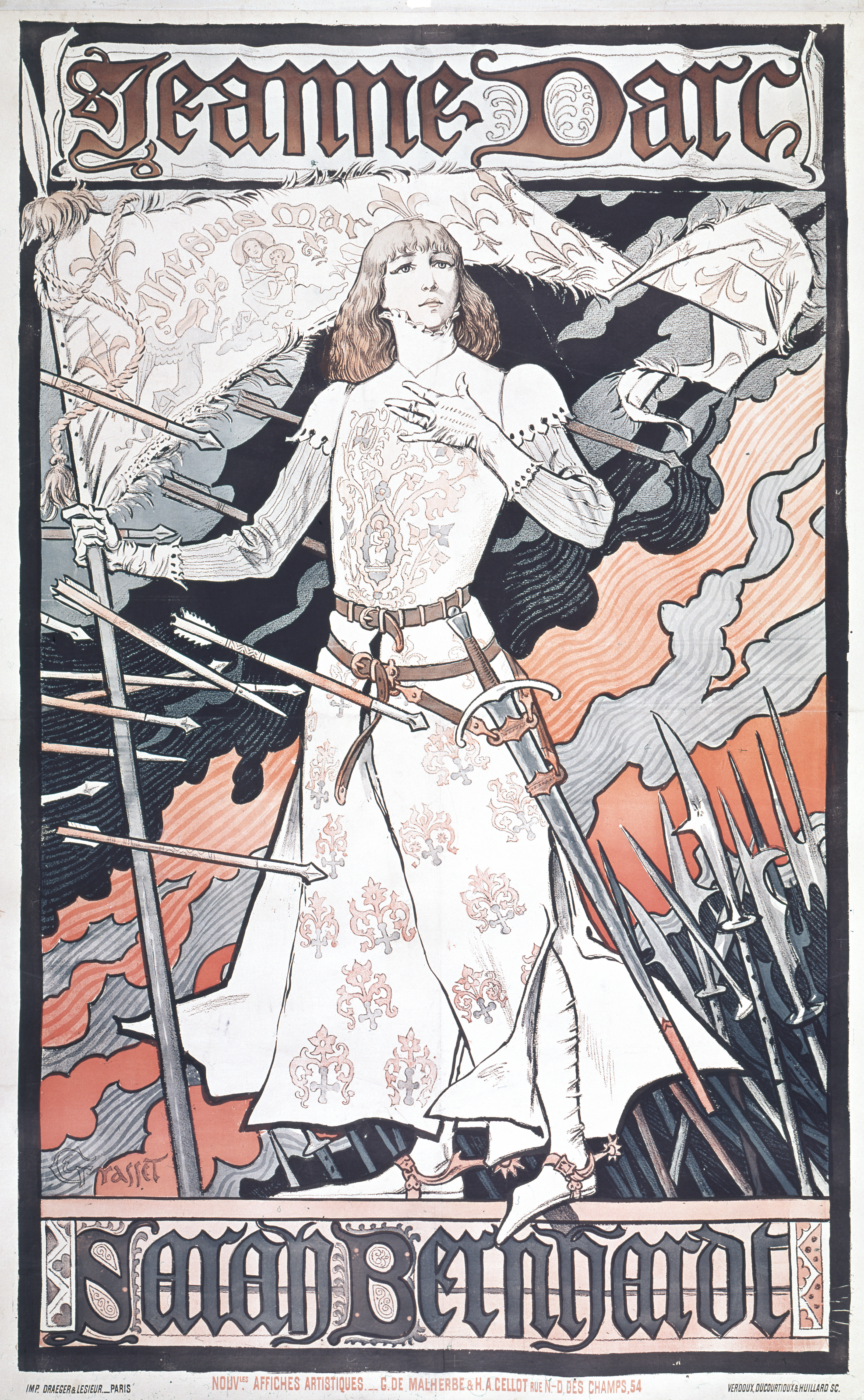
Sarah Bernhardt raffigurata da Eugène Grasset nel manifesto per Jeanne D'Arc del 1890.

- 1862: Ifigenia di Racine in Ifigenia, il ruolo principale;
- 1862: Valérie di Eugène Scribe;
- 1862: Les Femmes Savantes (Le intellettuali) di Molière;
- 1864: Un mari qui lance sa femme di Labiche & Deslandes (nel ruolo della principessa Douchinka);
- 1866: La Biche aux Bois di T & H Cognard;
- 1866: Phèdre di Racine (nel ruolo di Aricia);
- 1866: Le Jeu de l'amour et du hasard (Il gioco dell'amore e del destino) di Marivaux (nel ruolo di Silvia);
- 1867: Les Femmes savantes di Molière (nel ruolo di Armande);
- 1867: Il Marchese di Villemer di George Sand;
- 1867: François le Champi di George Sand (nel ruolo di Mariette);
- 1868: Kean di Dumas padre (nel ruolo di Anna Damby);
- 1869: Il Passante de François Coppée nel ruolo maschile di un cantore (Zanetto), fu il suo primo grande successo;
- 1870: L'Altra di George Sand;
- 1871: Jeanne-Marie di André Theuriet;
- 1871: Fai quel che devi di François Coppée;
- 1871: La Baronessa di Edouard Foussier e Charles Edmond;
- 1872: Mademoiselle Aïssé di Louis Bouilhet;
- 1872: Ruy Blas di Hugo (nel ruolo di Doña Maira di Neubourg, regina di Spagna);
- 1872: Mademoiselle de Belle-Isle di Dumas padre (ruolo di Gabrielle);
- 1872: Britannico di Racine (nel ruolo di Junie);
- 1872: Le nozze di Figaro di Beaumarchais;
- 1872: Mademoiselle de la Seiglière di Jules Sandeau;
- 1873: Dalila di Octave Feuillet (nel ruolo della principessa Falconieri);
- 1873: Chez l'Avocat di Paul Ferrier;
- 1873: Andromaca di Racine;
- 1873: Phèdre di Racine (nel ruolo di Aricia);
- 1873: La Sfinge di Octave Feuillet;
- 1874: Zadig di Voltaire;
- 1874: Phèdre di Racine (nel ruolo di Fedra);
- 1875: La Figlia di Roland di Henri de Bornier;
  - La Straniera di Alexandre Dumas figlio (nel ruolo di Mrs. Clarkson);
  - Roma Sconfitta di Parodi;
- 1877: Hernani di Victor Hugo (nel ruolo di Doña Sol);
- 1879: Phèdre di Racine (nel ruolo di Fedra);
- 1880: L'Aventuriera di Émile Augier;
- 1880: Adrienne Lecouvreur di Legouvé & Scribe;
- 1880: Froufrou di Henri Meilhac e Ludovic Halévy;
- 1880: La signora delle camelie di Alexandre Dumas figlio (nel ruolo di Marguerite Gautier);
- 1882: Fédora di Victorien Sardou;
  - Théodora di Victorien Sardou (nel ruolo di Theodora, imperatrice di Bisanzio);
  - La Tosca di Victorien Sardou;
  - La Princesse Georges di Alexandre Dumas figlio;
- 1890: Cleopatra di Victorien Sardou;
- 1893: I Re di Jules Lemaître;
- 1894: Gismonda di Victorien Sardou;
- 1895: Anfitrione di Molière;
- 1895: Magda : (traduzione di Heimat di Hermann Sudermann);
- 1896: La Signora delle Camelie di Alexandre Dumas figlio (nel ruolo di Marguerite Gautier);
- 1896: Lorenzaccio di Musset;
- 1897: Spiritismo di Victorien Sardou;
- 1897: La Samaritana di Rostand;
- 1897: I cattivi pastori di Octave Mirbeau;
- 1898: Medea di Catulle Mendès;
- 1898: La Signora delle Camelie di Alexandre Dumas figlio (nel ruolo di Marguerite Gautier);
  - Giovanna d'Arco di Jules Barbier;
  - Izeyl di Eugène Morand & Armand Sylvestre;
  - Re Lear di Shakespeare (nel ruolo di Cordelia);
- 1899: Amleto di Shakespeare (nel ruolo di Amleto);
  - Antonio e Cleopatra di Shakespeare (nel ruolo di Cleopatra);
  - Macbeth di Shakespeare (nel ruolo di Lady Macbeth);
  - Pierrot Assassin di Richepin (nel ruolo di Pierrot);
- 1900: L'Aiglon di Edmond Rostand (nel ruolo di Napoleone II, Duca di Reichstadt);
  - Angelo, tiranno di Padova di Victor Hugo (nel ruolo di Tisbe)
- 1903: La Strega di Victorien Sardou;
- 1904: Pelléas et Mélisande di Maeterlinck (nel ruolo di Pelléas);
- 1906: La donna del mare di Ibsen;
- 1906: La Vergine di Avila di Catulle Mendès (nel ruolo di Teresa D'Avila);
- 1912: La regina Elisabetta di Émile Moreau;
- 1913: Jeanne Doré di Tristan Bernard (nel ruolo di Jeanne Doré).

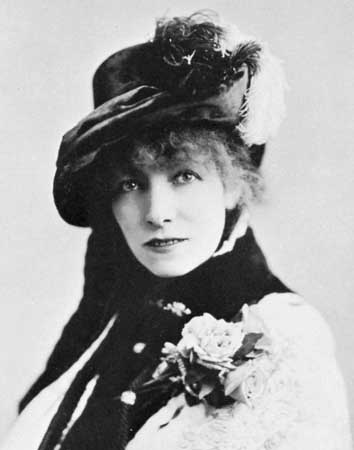
Fotoritratto di Sarah Bernhardt nel 1880, foto di Napoleon Sarony

## Filmografia

### Attrice
- Il duello di Amleto (Le Duel d'Hamlet), regia di Clément Maurice (1900)
- La Dame aux camélias, regia di Louis Mercanton (1911)
- La Dame aux camélias, regia di André Calmettes e Henri Pouctal (1912)
- Les Amours de la reine Élisabeth, regia di Henri Desfontaines e Louis Mercanton (1912)
- Adriana Lecouvreur (Adrienne Lecouvreur), regia di Henri Desfontaines e Louis Mercanton (1913)
- Jeanne Doré, regia di René Hervil e Louis Mercanton (1915)
- Mère françaises, regia di René Hervil e Louis Mercanton (1917)
- La Voyante, regia di Leon Abrams e Louis Mercanton (1923)

### Sceneggiatrice
- Adriana Lecouvreur (Adrienne Lecouvreur), regia di Henri Desfontaines e Louis Mercanton (1913)

## Opere
- Dans les Nuages, Impressions d'une Chaise Charpentier (1878)
- L'Aveu, drame en un acte en prose (1888)
- Adrienne Lecouvreur, drame en six actes (1907)
- Ma Double vie (1907)
- Un Cœur d'homme, pièce en quatre actes (1911)
- Petite idole (1920)
- L'Art du Théâtre: la voix, le geste, la prononciation, etc.
- La mia doppia vita

## Nella cultura di massa
- L'attività di Sarah Bernhardt fu così popolare da aver suscitato imitazioni e citazioni mentre era in vita e ancora oggi. Nel 1890, il clown Foottit fece un'imitazione della commedia Cleopatra che suscitò scalpore.

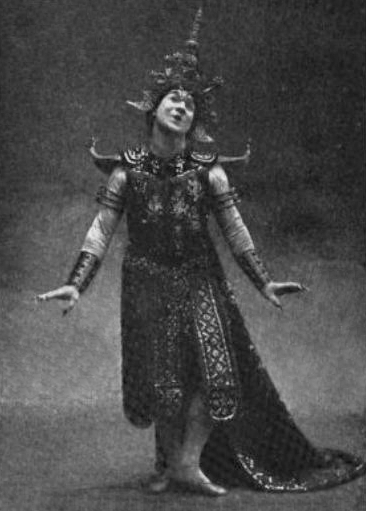
Imitazione del clown Foottit della pièce Cleopatra

- Sarah Bernhardt è uno dei personaggi del fumetto Lucky Luke.
- La sua vita è stata raccontata nel film del 1976 Sarah Bernhardt - La più grande attrice di tutti i tempi con protagonista Glenda Jackson.